# Львівська обласна інфекційна клінічна лікарня
Львівська обласна інфекційна клінічна лікарня

## Історія
Історія її створення унікальна. Ухвалу про будівництво інфекційної лікарні на 120 ліжок було затверджено на засіданні Галицького сейму 16 жовтня 1910 року. Будівництво комплексу лікарні 12 липня 1911 року санкціонував імператор австрійський Франц-Йосиф, обійшлася вона місту в 5,5 млн крон. Лікарня бере свій початок з 16 грудня 1910 року, коли Галицьким сеймом було прийнято рішення про побудову краєвої інфекційної лікарні на 100 ліжок у місті Львові. 12 липня 1911 року будівництво комплексу лікарні санкціонував імператор австрійський Франц Йосиф. Другого грудня 1912 року відбулося урочисте відкриття закладу. Із перших днів існування лікарні, пацієнтами опікувалися крім медиків, монахині з католицького згромадження Пресвятішого серця Ісусового. У 1920 році перед корпусом, де жили черниці, встановили статую Матері Божої на пам’ять про сестер, які щороку помирали, заражаючись від важких хворих на скарлатину, дифтерію та сипний тиф, за якими вони доглядали.Лікарня збудована за індивідуальним проектом з врахуванням всіх протиепідемічних та санітарно-гігієнічних вимог, що існували на той час і знаходиться на озелененій території, загальною площею 5,3 га. За період функціонування лікарні, її очолювали талановиті інфекціоністи, організатори інфекційної служби Галичини. Такі як, А.Гураєвський, Ю.Дашо, заслужений лікар України С.Федоренко, Ю.Собко.

## Львівська обласна інфекційна клінічна лікарня
На території лікарні знаходиться унікальний дендропарк, який названий в честь А.Гураєвського і налічує понад 150 таксонів аборигенних та іноземних деревних рослин. Насадження створюють не лише певний санітарний пояс між лікарнею і містом, а й милують око і радують кожного, хто завітає сюди.Лікарня розрахована на 410 ліжок, з яких 140 дитячих. Вона є центром по наданню спеціалізованої медичної допомоги інфекційним хворим міста Львова та області. У своєму складі лікарня має три територіально-розділені стаціонари: базовий стаціонар по вул.Пекарській, 54, 3-тє відділення по вул..Кирила і Мефодія, 22 і 7-ме відділення по вул.Лисенка,45. В лікарні нараховується вісім профільних лікувальних відділень, відділення інтенсивної терапії, кабінет гіпербаричної оксигенації, відділення променевої діагностики, кабінет функціональної діагностики, клінічна, біохімічна, бактеріологічна та вірусологічна лабораторії, стоматологічний кабінет, ЛОР-кабінет.
Лікарня є клінічною базою для навчання студентів Львівського державного медичного університету імені Д.Галицького і медичних коледжів.
Вперше за останні 20 років за рахунок залучення позабюджетних коштів здійснено ремонт харчоблоку базового стаціонару, кабінету променевої терапії, клінічної та бактеріологічної лабораторій, відділення інтенсивної терапії, приймального покою. Придбано сучасну імпортну рентгенапаратуру, апарати штучної вентиляції легень, гематологічні аналізатори, напівавтоматичний біохімічний аналізатор.
І надалі в установі здійснюються заходи по покращенню якості надання кваліфікованої медичної допомоги інфекційним хворим, створенню затишних умов для їх перебування в стаціонарі.
Нині лікарня вміщає 410 ліжок, з яких 140 дитячих. На її території є унікальний дендропарк, що налічує понад 150 таксонів аборигенних та іноземних деревних рослин. 
Головний лікар: Федоренко Сергій Мирославович.
29 грудня 2012 року Львівська обласна інфекційна клінічна лікарня відзначатиме 100-річчя.

## Дивись також
- Львівська обласна інфекційна клінічна лікарня
- Поліклініка
- Шпиталь